# 栃木県道265号粟宮喜沢線

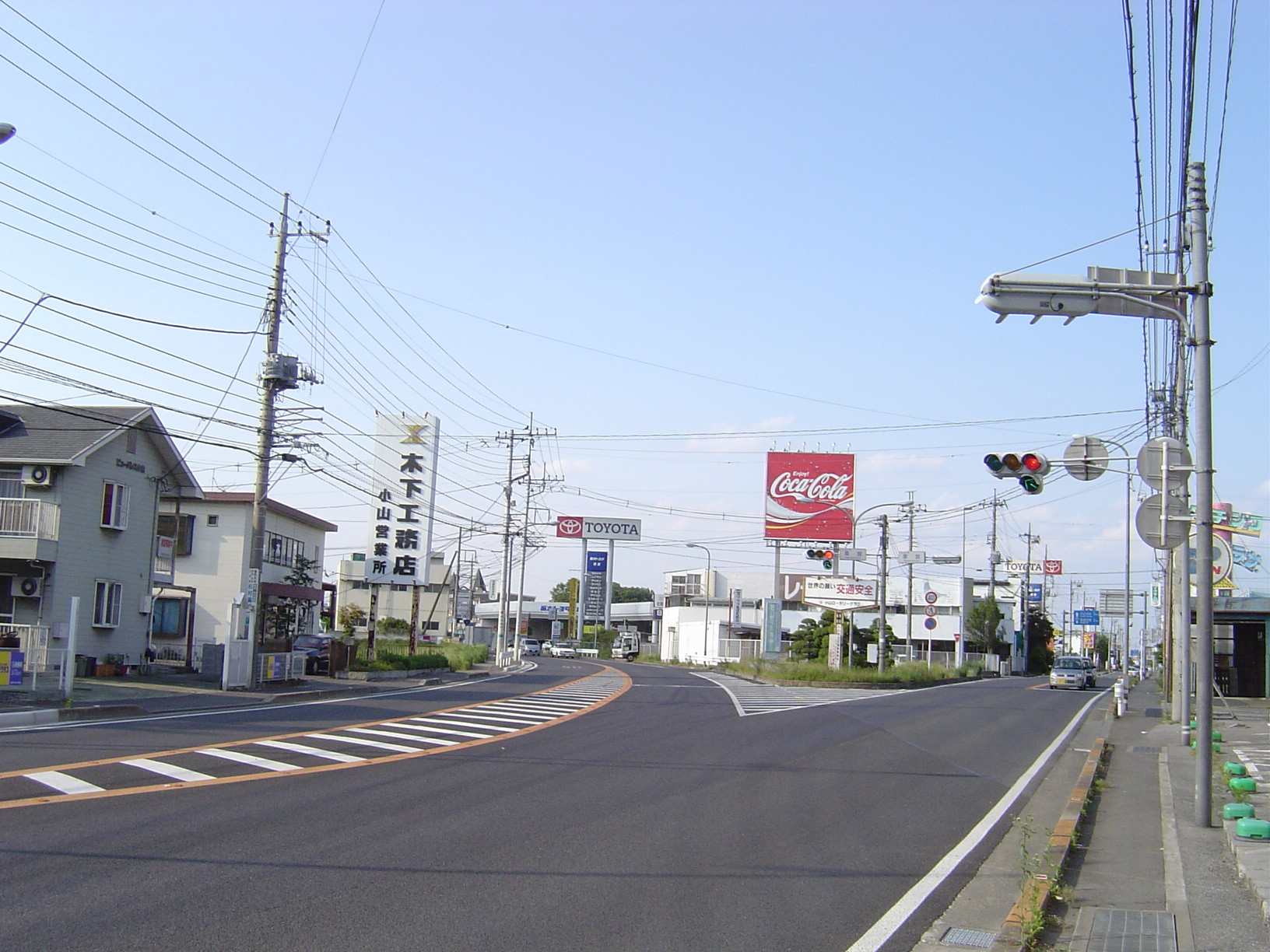
起点の粟宮交差点。左手が国道4号小山バイパス、右の直進が栃木県道265号粟宮喜沢線。

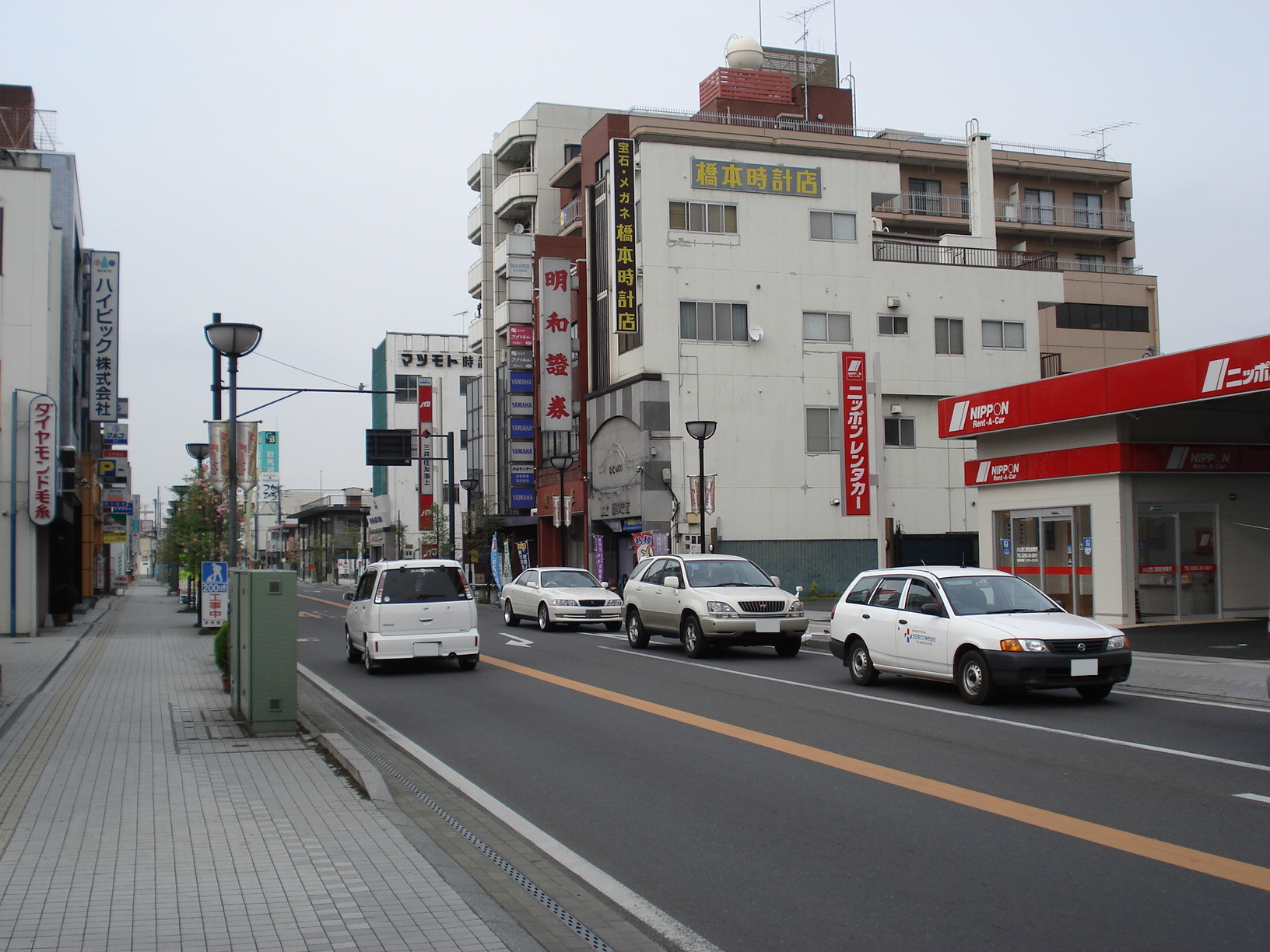
小山駅付近。電線地中化により整備されている。

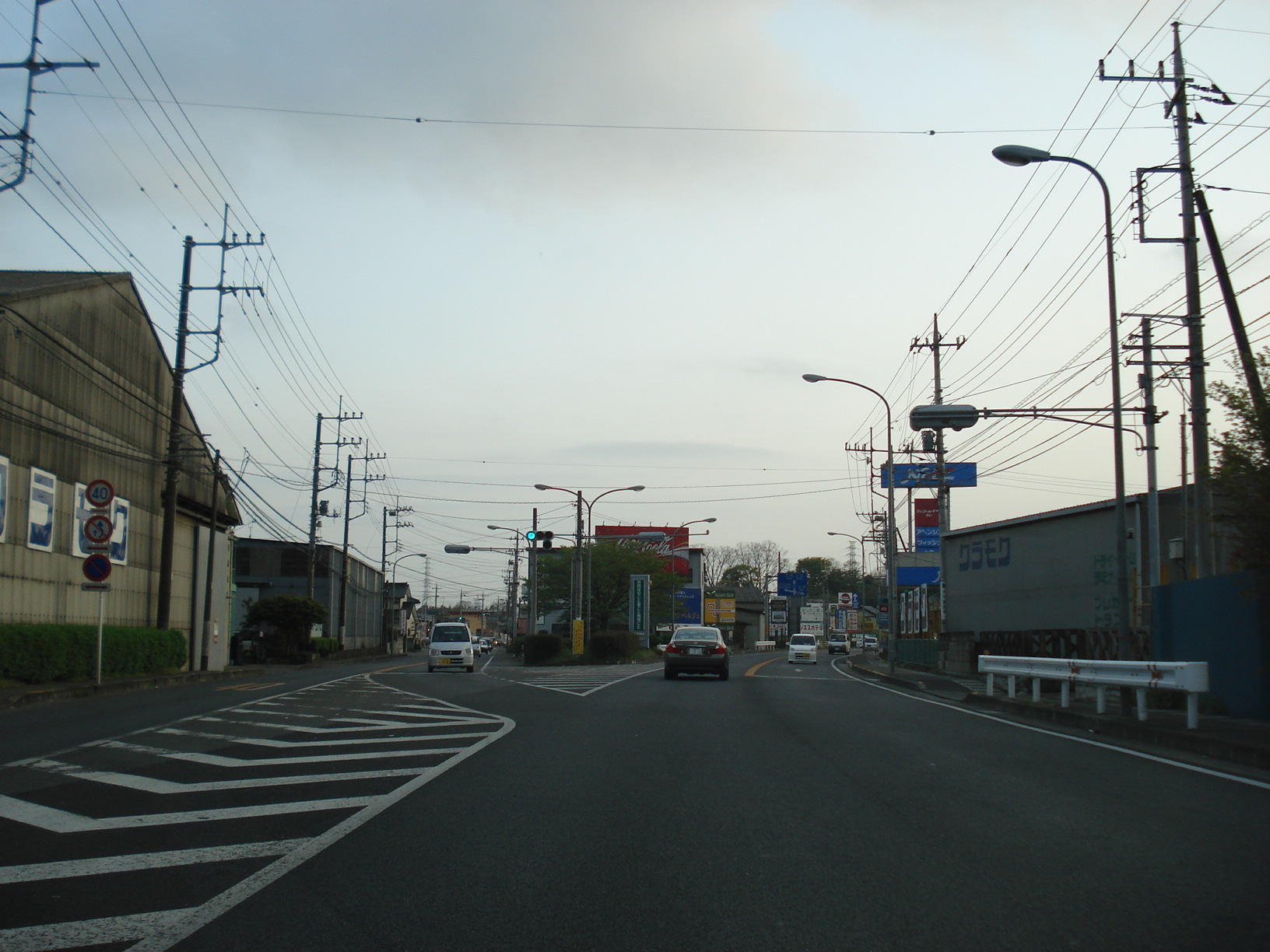
終点の喜沢交差点。左手が栃木県道265号粟宮喜沢線、右手が国道4号小山バイパス。

栃木県道265号粟宮喜沢線（とちぎけんどう265ごう あわのみやきざわせん）は、栃木県小山市に位置する一般県道である。

## 概要
小山市街地を迂回している国道4号に対し、小山市街地の中心を南北に貫く道路である。1965年（昭和40年）10月2日に全通した国道4号小山バイパスの開通までは当路線が国道4号であった。そのため、現地ではこの路線を「旧4号」と呼称する場合が多い。
現在は新4号国道バイパスも開通しているため、現在の国道4号を旧4号と呼ぶ場合もあるので注意が必要である。また、小山駅付近は電線等地中化工事により整備されている。

## 路線データ
- 総延長：6.120km
- 実延長：5.973km[1]
- 起点：栃木県小山市大字粟宮（粟宮交差点＝国道4号交点）
- 終点：栃木県小山市大字喜沢（喜沢交差点＝国道4号交点）
- 指定：1971年（昭和46年）4月20日

## 交差する道路
- 国道50号（小山 - 結城拡幅）（小山市大字神鳥谷・神鳥谷東交差点）
- 栃木県道263号小山停車場線（小山市城山町・駅前上町交差点）
- 栃木県道264号小山結城線（小山市本郷町・結城街道入口交差点）

## 歴史
- 1971年（昭和46年）4月20日 - 一般県道粟の宮喜沢線として認定される。
- 2008年（平成20年）4月1日 - 現在の路線名に改称される。

## 沿線施設
- 足利銀行
  - 小山支店
  - ひととのや出張所
  - 小山北出張所
- 栃木銀行小山支店
- 群馬銀行小山支店
- 常陽銀行小山支店
- 筑波銀行小山支店（旧：関東つくば店）
- 足利小山信用金庫
  - 小山営業部粟宮支店
  - 小山営業部宮本町出張所
- 小山天神郵便局
- 小山花垣郵便局
- 宇都宮地方法務局小山出張所